# 10ª edizione dei Critics' Choice Awards
La 10ª edizione dei Critics' Choice Awards si è tenuta il 10 gennaio 2005, premiando le migliori produzioni cinematografiche del 2004.

## Cinema

### Miglior film
- Sideways - In viaggio con Jack (Sideways), regia di Alexander Payne
- The Aviator, regia di Martin Scorsese
- Collateral, regia di Michael Mann
- Se mi lasci ti cancello (Eternal Sunshine of the Spotless Mind), regia di Michel Gondry
- Neverland - Un sogno per la vita (Finding Neverland), regia di Marc Forster
- Hotel Rwanda, regia di Terry George
- Kinsey, regia di Bill Condon
- Million Dollar Baby, regia di Clint Eastwood
- Il fantasma dell'Opera (The Phantom of the Opera), regia di Joel Schumacher
- Ray, regia di Taylor Hackford

### Miglior attore
- Jamie Foxx – Ray
- Javier Bardem – Mare dentro (Mar adentro)
- Don Cheadle – Hotel Rwanda
- Johnny Depp – Neverland - Un sogno per la vita (Finding Neverland)
- Leonardo DiCaprio – The Aviator
- Paul Giamatti – Sideways - In viaggio con Jack (Sideways)

### Miglior attrice
- Hilary Swank – Million Dollar Baby
- Annette Bening – La diva Julia - Being Julia (Being Julia)
- Catalina Sandino Moreno – Maria Full of Grace
- Imelda Staunton – Il segreto di Vera Drake (Vera Drake)
- Uma Thurman – Kill Bill: Volume 2
- Kate Winslet – Se mi lasci ti cancello (Eternal Sunshine of the Spotless Mind)

### Miglior attore non protagonista
- Thomas Haden Church – Sideways - In viaggio con Jack (Sideways)
- Jamie Foxx – Collateral
- Morgan Freeman – Million Dollar Baby
- Clive Owen – Closer
- Peter Sarsgaard – Kinsey

### Miglior attrice non protagonista
- Virginia Madsen – Sideways - In viaggio con Jack (Sideways)
- Cate Blanchett – The Aviator
- Laura Linney – Kinsey
- Natalie Portman – Closer
- Kate Winslet – Neverland - Un sogno per la vita (Finding Neverland)

### Miglior giovane attore
- Freddie Highmore – Neverland - Un sogno per la vita (Finding Neverland)
- Liam Aiken – Lemony Snicket - Una serie di sfortunati eventi (Lemony Snicket's A Series of Unfortunate Events)
- Cameron Bright – Birth - Io sono Sean (Birth)
- Daniel Radcliffe – Harry Potter e il prigioniero di Azkaban (Harry Potter and the Prisoner of Azkaban)
- William Ullrich – Beyond the Sea

### Miglior giovane attrice
- Emmy Rossum – Il fantasma dell'Opera (The Phantom of the Opera)
- Emily Browning – Lemony Snicket - Una serie di sfortunati eventi (Lemony Snicket's A Series of Unfortunate Events)
- Dakota Fanning – Man on Fire - Il fuoco della vendetta (Man on Fire)
- Lindsay Lohan – Mean Girls
- Emma Watson – Harry Potter e il prigioniero di Azkaban (Harry Potter and the Prisoner of Azkaban)

### Miglior cast corale
- Sideways - In viaggio con Jack (Sideways)
- Closer
- Ocean's Twelve
- Le avventure acquatiche di Steve Zissou (The Life Aquatic with Steve Zissou)

### Miglior regista
- Martin Scorsese - The Aviator
- Clint Eastwood - Million Dollar Baby
- Marc Forster - Neverland - Un sogno per la vita (Finding Neverland)
- Taylor Hackford - Ray
- Alexander Payne - Sideways - In viaggio con Jack (Sideways)

### Miglior sceneggiatura
- Alexander Payne e Jim Taylor - Sideways - In viaggio con Jack (Sideways)
- Bill Condon - Kinsey
- Charlie Kaufman - Se mi lasci ti cancello (Eternal Sunshine of the Spotless Mind)
- John Logan - The Aviator
- David Magee - Neverland - Un sogno per la vita (Finding Neverland)

### Miglior film per famiglie
- Neverland - Un sogno per la vita (Finding Neverland), regia di Marc Forster
- Harry Potter e il prigioniero di Azkaban (Harry Potter and the Prisoner of Azkaban), regia di Alfonso Cuarón
- Lemony Snicket - Una serie di sfortunati eventi (Lemony Snicket's A Series of Unfortunate Events), regia di Brad Silberling
- Miracle, regia di Gavin O'Connor
- Spider-Man 2, regia di Sam Raimi

### Miglior film d'animazione
- Gli Incredibili - Una "normale" famiglia di supereroi (The Incredibles), regia di Brad Bird
- Polar Express (The Polar Express), regia di Robert Zemeckis
- Shrek 2, regia di Andrew Adamson, Kelly Asbury e Conrad Vernon

### Miglior film straniero
- Mare dentro (Mar adentro), regia di Alejandro Amenábar • Spagna, Francia, Italia
- La foresta dei pugnali volanti (Shí miàn mái fú), regia di Zhang Yimou • Cina
- Maria Full of Grace (Maria, llena eres de gracia), regia di Joshua Marston • Colombia, Ecuador, USA
- I diari della motocicletta (Diarios de motocicleta), regia di Walter Salles • Argentina, Cile, Perù, USA, Gran Bretagna, Francia
- Una lunga domenica di passioni (Un long dimanche de fiançailles), regia di Jean-Pierre Jeunet • Francia

### Miglior canzone
- "Old Habits Die Hard" – Alfie
- "Accidentally in Love" – Shrek 2
- "Believe" – Polar Express (The Polar Express)

### Migliore colonna sonora
- Ray Charles e Craig Armstrong - Ray
- Mick Jagger e John Powell - Alfie
- Christopher Slaski - Beyond the Sea
- Robbie Williams, Elvis Costello, Alanis Morissette, Sheryl Crow, Diana Krall, Mick Hucknall, Lara Fabian e Natalie Cole - De-Lovely - Così facile da amare (De-Lovely)
- Zach Braff, Nick Drake e Chad Fisher - La mia vita a Garden State (Garden State)

### Miglior film documentario
- Fahrenheit 9/11
- Control Room
- Metallica: Some Kind of Monster
- Super Size Me

## Top Film
(In ordine alfabetico)
- The Aviator, regia di Martin Scorsese
- Collateral, regia di Michael Mann
- Se mi lasci ti cancello (Eternal Sunshine of the Spotless Mind), regia di Michel Gondry
- Neverland - Un sogno per la vita (Finding Neverland), regia di Marc Forster
- Hotel Rwanda, regia di Terry George
- Kinsey, regia di Bill Condon
- Million Dollar Baby, regia di Clint Eastwood
- Il fantasma dell'Opera (The Phantom of the Opera), regia di Joel Schumacher
- Ray, regia di Taylor Hackford
- Sideways - In viaggio con Jack (Sideways), regia di Alexander Payne

## Televisione

### Miglior film per la televisione
- Tu chiamami Peter (The Life and Death of Peter Sellers), regia di Stephen Hopkins
- The Five People You Meet in Heaven
- Medici per la vita (Something the Lord Made),  regia di Joseph Sargent
- The Wool Cap, regia di Steven Schachter